# 鉢伏高原

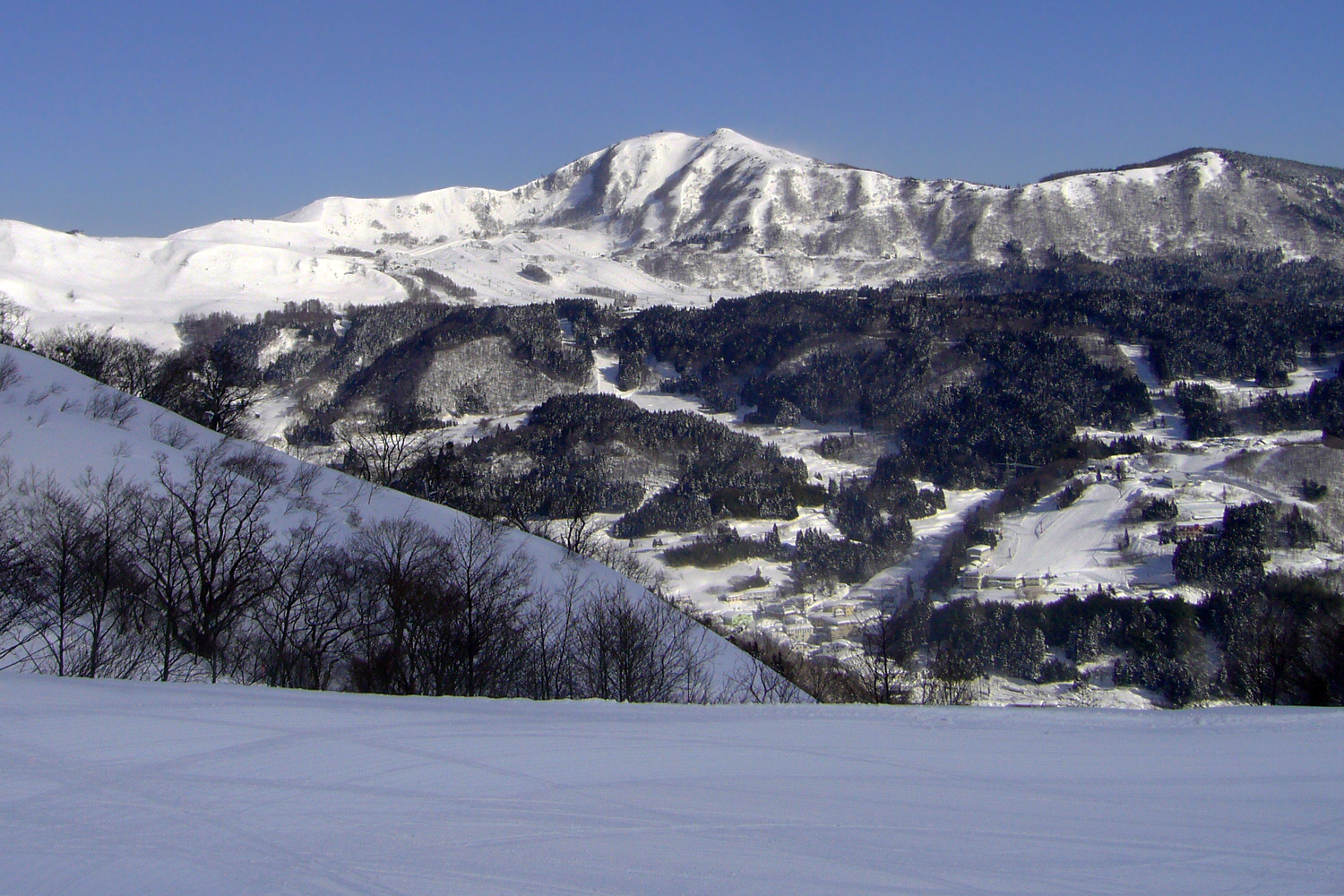
氷ノ山6合目付近から望む鉢伏高原

鉢伏高原（はちぶせこうげん）は、兵庫県養父市に位置する高原である。氷ノ山後山那岐山国定公園および但馬山岳県立自然公園に属する。
地形は鉢伏山（標高1221m）及び高丸山（標高1070m）の南側において舌状に突出しており、標高は800m前後である。近畿地方におけるスキー場の聖地であり、また林間学校や合宿、ハンググライダー等も盛んに行われる。付近には民宿が集まっており、鴨の肉を用いた鍋料理（鉢伏鍋）が名物である。（鉢伏鍋は、地元民宿の宿主が考案したものである。）

## 最寄IC・駅
- 北近畿豊岡自動車道八鹿氷ノ山インターチェンジ
- JR西日本山陰本線八鹿駅 - 全但バス「鉢伏」行き乗車